# Jack (wtyczka)

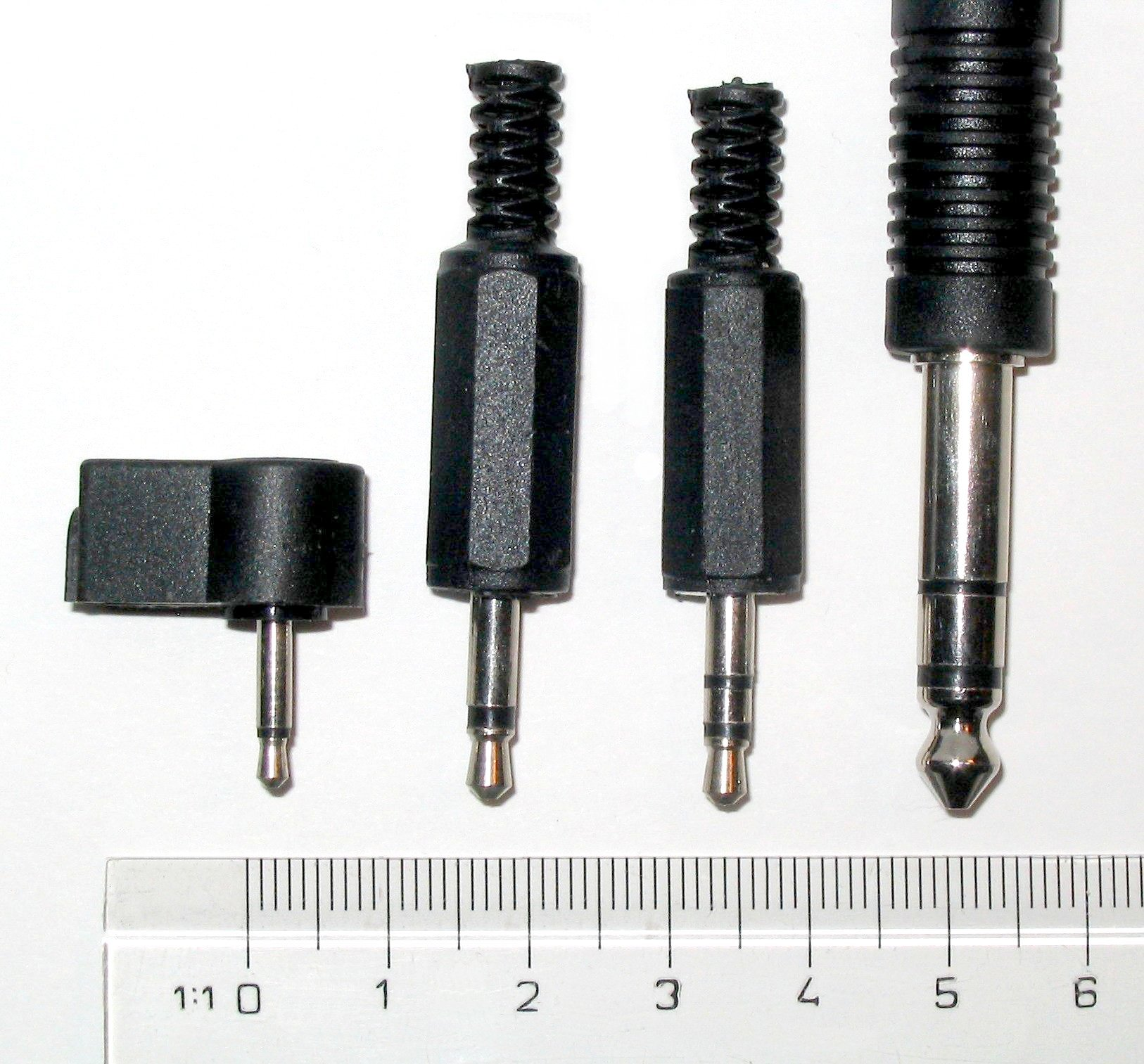
Niesymetryczne wtyczki jack: 2,5 mm „mono” (TS), 3,5 mm i wtyki symetryczne „stereo” (TRS), oraz 6,3 mm (1/4")

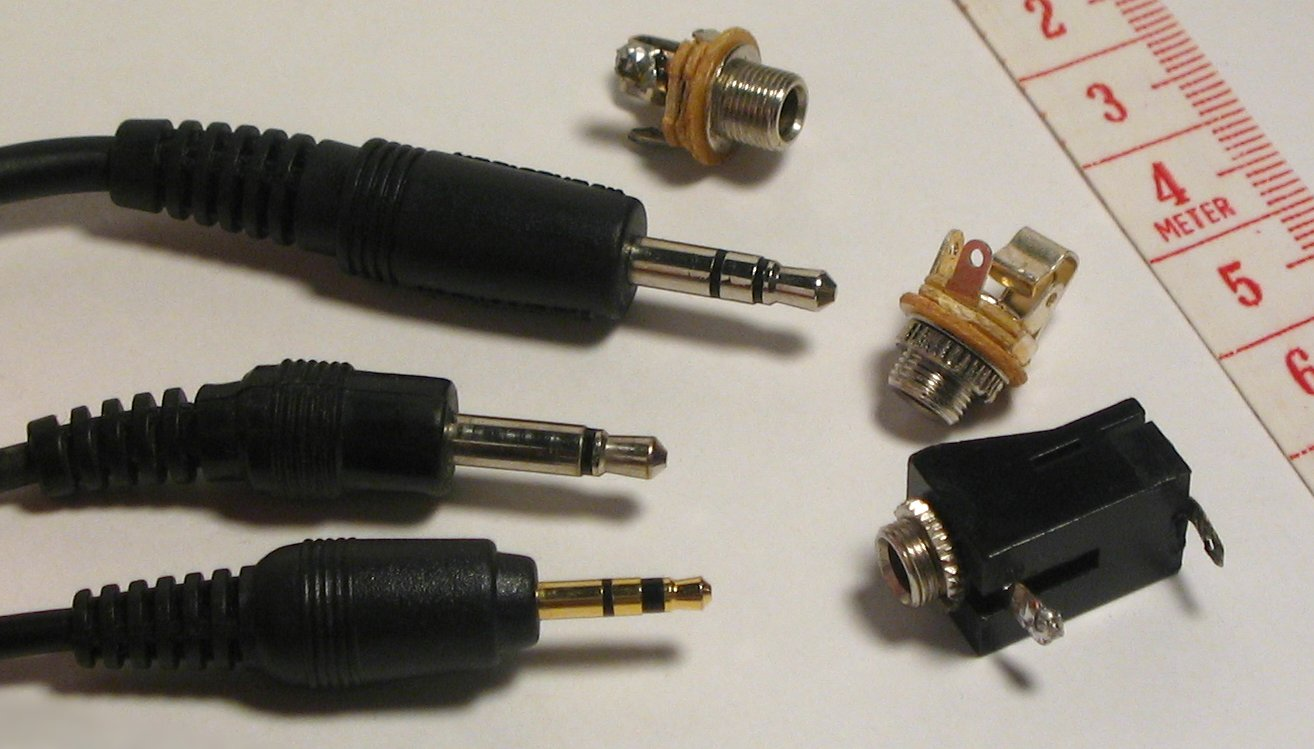
Wtyczki i gniazdka jack

Jack – wtyczka używana do transmisji sygnałów analogowych, głównie połączeń audio, w wersji 6,3 mm używana także w profesjonalnym sprzęcie audio do przesyłania sygnałów sterujących. Pierwotnie stosowana do przełączania sygnałów telefonicznych.

## Wtyk
Istnieje kilka rodzajów wtyków jack różniących się średnicą. Najpopularniejsze to jack (potocznie „duży jack”) o średnicy 6,3 mm oraz minijack (potocznie „mały jack”) o średnicy 3,5 mm (stosowany np. w telefonach komórkowych, smartfonach, laptopach itd.). Istnieje także trzeci rodzaj – microjack o średnicy 2,5 mm.
W zależności od liczby pierścieni (‘R’, z ang. ring – pierścień) wtyczki jack oznacza się jako TS (mono), TRS (stereo), TRRS oraz TRRRS. Litera ‘T’ pochodzi od ang. tip (końcówka), a ‘S’ od sleeve (tuleja).

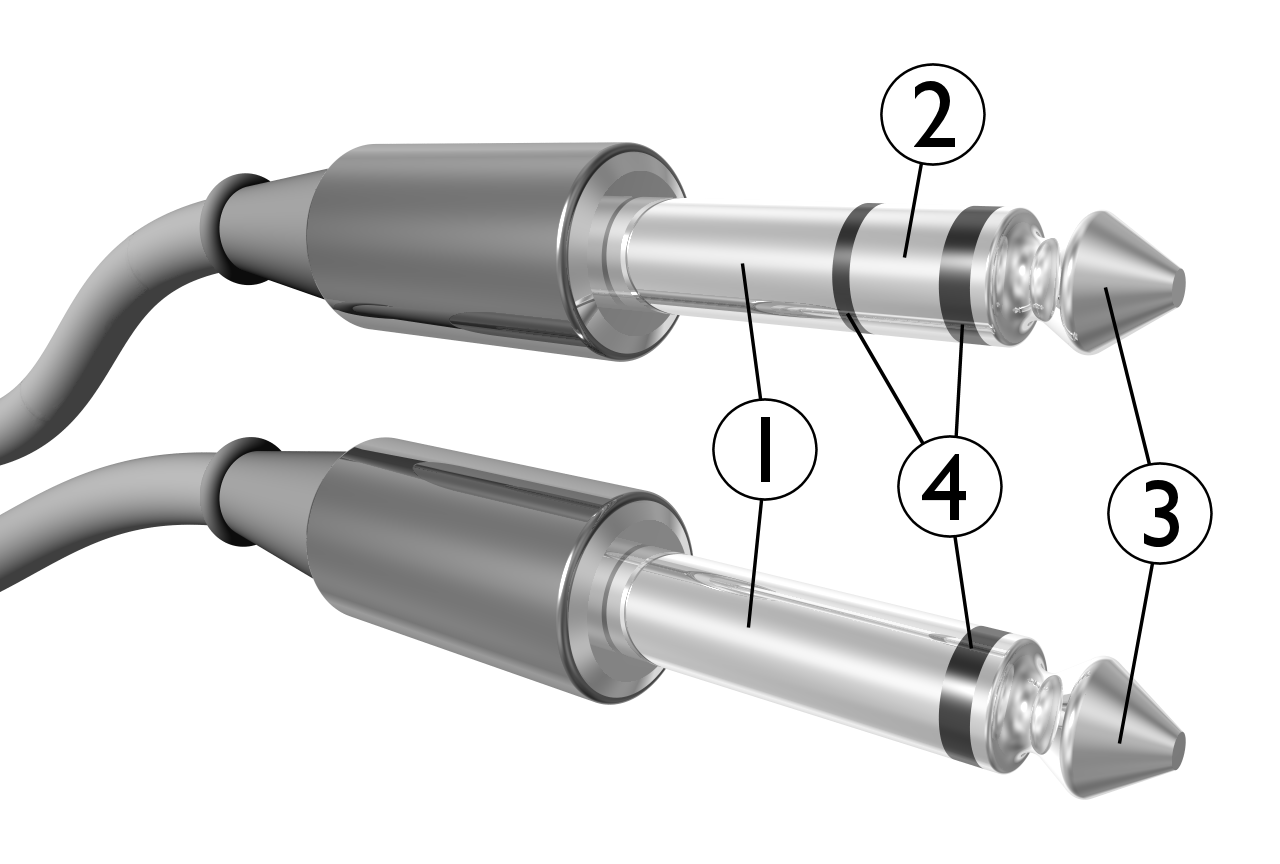
Budowa wtyczek stereo (wyżej) i mono

Elementy składowe wtyczki jack przedstawiono na rysunku obok:
1. tuleja – najczęściej masa (uziemienie),
2. pierścień – prawy kanał dla sygnałów stereo, faza ujemna dla symetrycznych sygnałów mono, zasilanie dla urządzeń mono wymagających dodatkowego zasilania (nie występuje dla niesymetrycznych sygnałów mono),
3. nasadka – lewy kanał dla stereo, faza dodatnia dla symetrycznych sygnałów mono, sygnał dla niesymetrycznych sygnałów mono,
4. pierścienie izolujące.

### 6,35 mm
Typ o największym rozmiarze (6,35 mm, 1/4 cala) wywodzi się bezpośrednio z telefonii. Ten typ złącza jack, ze względu na swój rozmiar, jest najbardziej odporny na uszkodzenia mechaniczne. Stosowany jest przede wszystkim w urządzeniach profesjonalnych, sprzęcie estradowym i instrumentach muzycznych. Z reguły służy do przesyłania sygnałów niesymetrycznych, które narażone są na przenikanie zakłóceń. Dlatego w sprzęcie studyjnym został wyparty przez złącza standardu XLR, cechujące symetrycznym połączeniem.

#### 6,35 mm TS
Używa się go między innymi do połączenia instrumentów muzycznych np. gitary elektrycznej, syntezatora ze wzmacniaczem lub mikserem. Stosowany także jako wejście mikrofonów dynamicznych połączonych krótkim przewodem.
Ze względu na dużą wytrzymałość prądową bywa też stosowany do podłączenia głośników w niektórych zestawach nagłaśniających (obecnie stosuje się dedykowane do tego celu złącze Speakon).

#### 6,35 mm TRS
Złącze TRS może służyć do przesyłania sygnału stereo lub do przesyłania sygnału symetrycznego (zbalansowanego) np. jako wejście mikrofonu dynamicznego lub mikrofonu pojemnościowego.
W sprzęcie Hi-Fi używany głównie do podłączania słuchawek stereo. 

### 4,4 mm Pentaconn
Nowy typ złącza zaprojektowany przez firmę Nippon DICS pod nazwą Pentaconn, będący standardem JEITA RC-8141C. Wtyk typu TRRRS przeznaczony jest do symetrycznego (niezależnego) połączenia słuchawek Hi-Fi, będący alternatywą dla złącza XLR 4-pin. Złącze zostało po raz pierwszy użyte w przenośnych odtwarzaczach firmy Sony, następnie złącze to zaczęły stosować także inne firmy.

### 3,5 mm (minijack)
Złącze 3,5 mm jest używane jako złącze słuchawkowe w urządzeniach przenośnych (walkman, discman, odtwarzacz MP3, smartfony, tablety), a także w komputerowych kartach dźwiękowych.
Dla ułatwienia dokonania połączeń przez użytkownika, stosuje się kolorowe oznaczenia gniazd i wtyków w sprzęcie komputerowym i powszechnego użytku:
|  | Jasnozielony   | Wyjście liniowe (stereo)                              | Wyjście słuchawkowe                                     |
|  | Czarny         | Wyjście liniowe kanałów tylnych (4.0)                 | Wyjście słuchawkowe (ze wzmacniacza słuchawkowego).     |
|  | Pomarańczowy   | Wyjście liniowe kanału centralnego i subwoofera (5.1) |                                                         |
|  | Szary          | Wyjście liniowe kanałów bocznych (7.1)                |                                                         |
|  | Różowy         | Wejście mikrofonowe (mono, zasilanie bias)            | Wejście liniowe (zamiast oddzielnego wejścia liniowego) |
|  | Jasnoniebieski | Wejście liniowe                                       |                                                         |
|  | Żółty          | S/PDIF.                                               | Wejście/wyjście audio-video                             |

#### 3,5 mm TS
Złącze mono stosowane jest głównie do podłączenia mikrofonu oraz wielu niestandardowych zastosowań:
- zasilanie urządzeń (napięciem bezpiecznym)
- zdalne sterowanie
- podłączanie głośników
- przesyłanie sygnału video
- wejście anteny zewnętrznej w przenośnych odbiornikach radiowych

#### 3,5 mm TRS

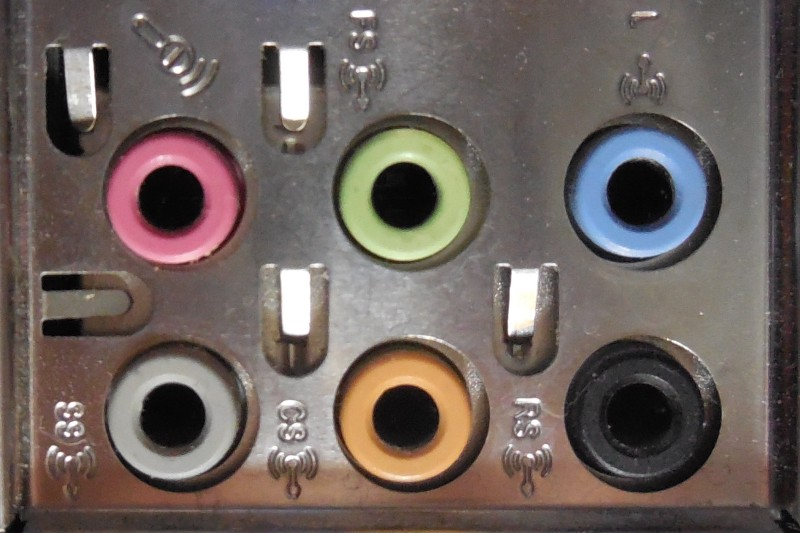
Złącza audio komputera PC

Złącze stereo stosowane jest do przesyłania sygnału audio o wysokim poziomie, pomiędzy wejściami i wyjściami liniowymi. Poziom sygnału pozwala na podłączenie słuchawek niskoomowych. Stąd drugie najczęstsze zastosowanie – złącze słuchawkowe.
Niestandardowe zastosowania:
- złącze audio-video
- RS-232 w niektórych urządzeniach przenośnych

#### 3,5 mm TRRS
Od 2010 roku zaczęto wprowadzać wspólne złącze mikrofonu i słuchawek w komputerach przenośnych i smartfonach.
Sposoby wyprowadzenia linii mikrofonu:
- OMTP („klasyczny”), od czubka wtyku: lewy/prawy/mikrofon/masa[4], stosowany w kilku modelach telefonów komórkowych firmy Nokia, zestawy słuchawkowe są niekompatybilne ze standardowymi gniazdami stereo.
- CTIA („combo”), od czubka wtyku: lewy/prawy/masa/mikrofon; używany przez urządzenia z systemem Android, chyba że miejscowe prawo wymusza OMTP[5].

Zestawy słuchawkowe z mikrofonem w tych dwóch systemach są wzajemnie niekompatybilne (zniekształcony dźwięk, gdyż w obwód masy włączony jest mikrofon). W tym celu można użyć adaptera krzyżującego połączenie masy i mikrofonu, który działa w obie strony. 
Zestawy słuchawkowe mogą być wyposażone w jeden lub kilka przycisków funkcyjnych, które zwierają linię mikrofonu do masy lub poprzez określonej wartości rezystor. Właściwość przycisku można wykorzystać do awaryjnego użycia zestawu słuchawkowego przeciwnego systemu – wciśnięcie i trzymanie przycisku na ogół znacząco poprawia jakość dźwięku w słuchawkach.
Wykrycie obecności mikrofonu wykrywane jest przez pomiar napięcia na styku mikrofonu (spadku napięcia na rezystorze bias). Pozwala to na użycie samych słuchawek – po włożeniu do gniazda TRRS wtyku TRS urządzenie wykrywa zwarcie linii mikrofonu z masą i udostępnia wtedy własny mikrofon. 
Zastosowanie wspólnego złącza słuchawek i mikrofonu pozwoliło zaoszczędzić miejsce w komputerach przenośnych. Wadą tego rozwiązania jest brak wejścia liniowego stereo – dostępne jest tylko wejście mono. W nowych urządzeniach podłączenie zestawu słuchawkowego możliwe jest poprzez złącze USB-C (w trybie Audio Adapter Accessory Mode).
Wtyk TRRS 3,5 mm minijack znajduje także niestandardowe zastosowanie w sprzęcie audio-wideo, na przykład w odtwarzaczach DVD/Blu-ray, set-top boxach z wyjściem oraz wejściem, w nowszych telewizorach LCD/LED/OLED i plazmowych, oraz rzutnikach. Podobnie jak w przypadku zastosowań audio nie ma ujednolicenia wyprowadzeń. Sygnały we wtyku to zazwyczaj:
- lewy/prawy/CVBS/masa,
- lewy/prawy/masa/CVBS, choć zdarzają się także inne konfiguracje:
  - lewy/CVBS/masa/prawy – wcześniejsze modele kamkorderów Sony i Panasonic z gniazdem na słuchawki,
  - CVBS/lewy/prawy/masa – kamkordery, przenośne odtwarzacze VCD i DVD, telewizory Western Digital TV live!, niektóre telewizory LG,
  - CVBS/lewy/masa/prawy – telewizory Toshiba.

Należy pamiętać, że aby połączone urządzenia prawidłowo współpracowały, musi być zapewniona taka sama konfiguracja sygnałów w złączu urządzenia nadającego (np. DVD/blu-ray lub set-top boxa) i urządzenia odbiorczego (np. telewizora lub rzutnika). Informacji tej na ogół nie ma w dokumentacji i trzeba skontaktować się z producentem sprzętu lub poszukać informacji np. w internetowych forach dotyczących elektroniki. Przy zgodnej konfiguracji można używać zwykłego kabla TRRS bez dodatkowych przejściówek.
Bałagan powiększa jeszcze fakt wyposażania telewizorów w kolejne wejścia obok TRRS 3,5 mm – component video (YPbPr), umożliwiające przesyłanie tylko obrazu wysokiej rozdzielczości HDTV. Aby móc usłyszeć dźwięk muszą być podłączone kable obok innego tego samego wejścia minijack i ustawione odpowiednie wejście YPbPr w telewizorze; jednocześnie podłączone muszą być kable audio w parze. Wtedy telewizor „przepuszcza” dźwięk z innego źródła wejścia (najczęściej w menu: „AV”) pomimo ustawienia innego wejścia (najczęściej YPbPr lub component video). Nie dotyczy telewizorów i innych urządzeń z wejściem klasycznym RCA YPbPr i CVBS L/R audio. Niektóre złącza korzystają z wydłużonego do 17 mm wtyku.
W niektórych odtwarzaczach MP3 gniazdo TRRS służy jako złącze USB. 

#### 3,5 mm TRRRS
Rzadko spotykany, stosowany w kilku urządzeniach firmy Sony. Niekompatybilny ze złączami TS/TRS/TRRS.

### 2,5 mm (microjack)
Złącze 2,5 mm stereo stosowane jest jako złącze słuchawkowe w urządzeniach takich jak starsze telefony komórkowe. W wersji mono – jako zasilanie (odbiorniki radiowe, kalkulatory – m.in. polskie kalkulatory „Bolek” i „Lolek” miały gniazda zasilania zewnętrznego wykonane w tym standardzie). Złącze to jest z powodu swoich niewielkich wymiarów podatne na uszkodzenia mechaniczne w trakcie używania. W nowoczesnych przenośnych odtwarzaczach muzycznych z wyższej półki jest używane również do przesyłania sygnału symetrycznego, przez złącze TRRS (4-pinowe).

## Gniazdo

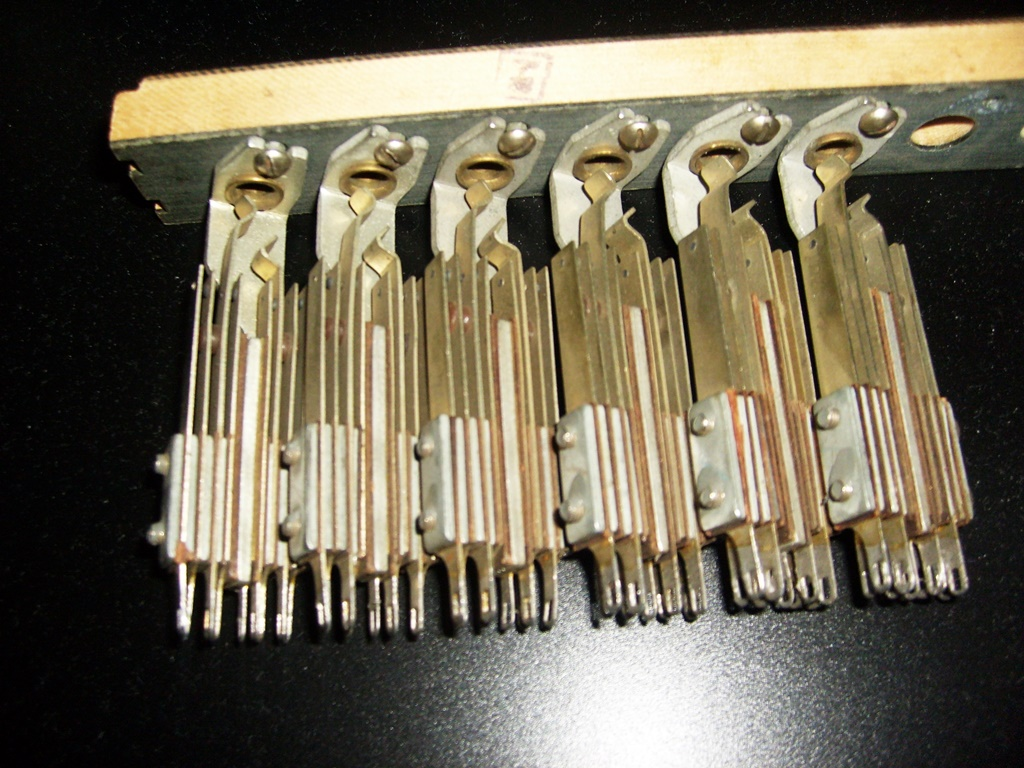
Gniazda centrali telefonicznej

Gniazdo składa się z tulei i zestawu sprężystych styków dla każdego z sygnałów, umieszczonych w odpowiedniej odległości od czoła gniazda. W niektórych tańszych gniazdach połączenie masy (S) odbywa się przez dotyk z tuleją gniazda.
Styki gniazda słuchawkowego mogą być wyposażone w wyłącznik, rozłączający głośnik po wsunięciu wtyku. We wzmacniaczach o większej mocy styki gniazda słuchawkowego wyposażone są w izolowane przełączniki, pozwalające na rozłączenie głośników i zmniejszenie poziomu sygnału dostarczanego do słuchawek. W nowoczesnym sprzęcie audio gniazdo słuchawkowe połączone jest z wyjściem przedwzmacniacza lub wzmacniacza słuchawkowego, przełącznik znajdujący się na końcu gniazda rozłącza wzmacniacz mocy po wsunięciu wtyku. W sprzęcie komputerowym stosuje się układ wykrywający włożenie wtyku, wyłączenie głośnika lub zmiana funkcji odbywa się programowo.

## Zalety

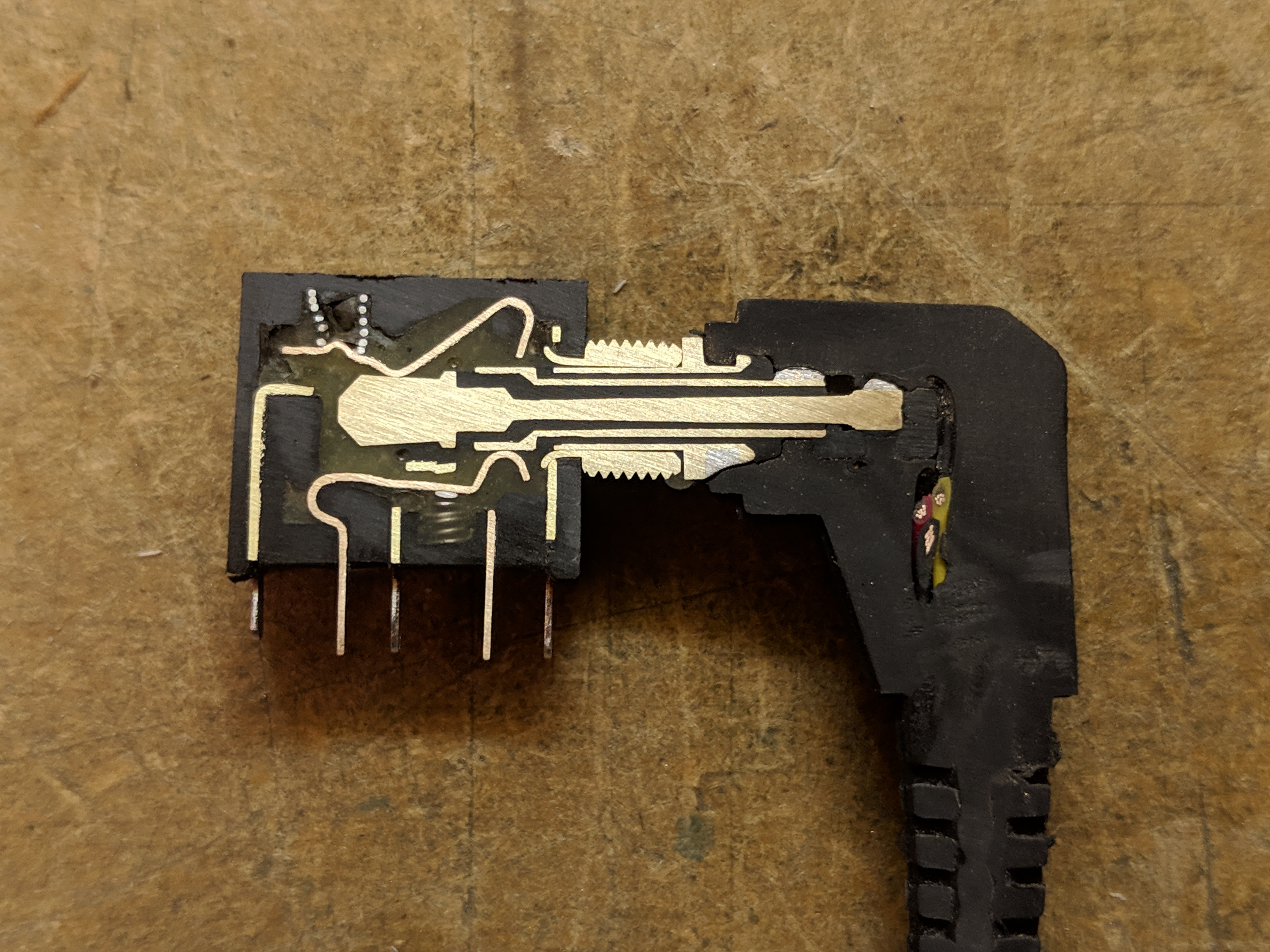
Przekrój złącza słuchawkowego (gniazdo i wtyczka)

Podstawową zaletą jest możliwość włożenia wtyku do gniazda w dowolnej pozycji i możliwość obrotu wtyku w gnieździe. Zapobiega to w pewnym stopniu splątaniu kabli, do których wtyk jest zamocowany. Szybkość łączenia i brak możliwości „odwrotnego” czy błędnego włożenia w gniazdo była szczególnie ważna w pierwotnym zastosowaniu – łączeniu obwodów w ręcznych centralach telefonicznych.

## Wady
Dla typowej konfiguracji połączeń (masa na tulei) przy wkładaniu wtyku do gniazda następuje połączenie przewodów sygnałowych (umieszczonych wierzchołkowo) przed połączeniem ekranów (umieszczonych na najbardziej zewnętrznych częściach wtyczki). Ponadto konstrukcja złącza nie daje pewności właściwego styku ani w obwodzie sygnałowym, ani w obwodzie ekranu. W efekcie w trakcie manipulowania wtyczką mogą występować różnego rodzaju zakłócenia związane z chwilowymi przepięciami i zwarciami w obwodzie sygnałowym.

## Złącza sprzętu radiokomunikacyjnego

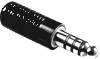
Wtyk NATO, U174/U, 7,2 mm

W lotnictwie cywilnym i wojsku stosuje się specjalne odmiany wtyków i gniazd.
W radiotelefonach przenośnych stosuje się wtyk zespolony złożony z wtyczki 3,5 mm i 2,5 mm w kilku odmianach:
- Kenwood (typ K) – radiotelefony Baofeng, Midland profesjonalne – 2,5 mm głośnik, zasilanie; 3,5 mm mikrofon, PTT; odstęp 12 mm
- Midland (typ L) – radiotelefony Midland, Alan, Intek – 2,5 mm mikrofon+PTT, zasilanie; 3,5 mm słuchawka; odstęp 10 mm
- Icom
- Yaesu
- Motorola